# Волна (Ленінградська область)
Волна (рос. Волна) — присілок у Волосовському районі Ленінградської області Російської Федерації.
Населення становить 72 особи. Належить до муніципального утворення Сабське сільське поселення.

## Історія
Від 1 серпня 1927 року належить до Ленінградської області.

## Населення
| 1838 | 1862 | 1997 | 2007 | 2010 | 2014 | 2017 |
| ---- | ---- | ---- | ---- | ---- | ---- | ---- |
| 247  | ↘237 | ↘65  | ↘63  | ↘54  | ↗70  | ↗72  |